# Steven Wright (giocatore di baseball)
Steven Richard Wright (Torrance, 30 agosto 1984) è un giocatore di baseball statunitense.

## Carriera

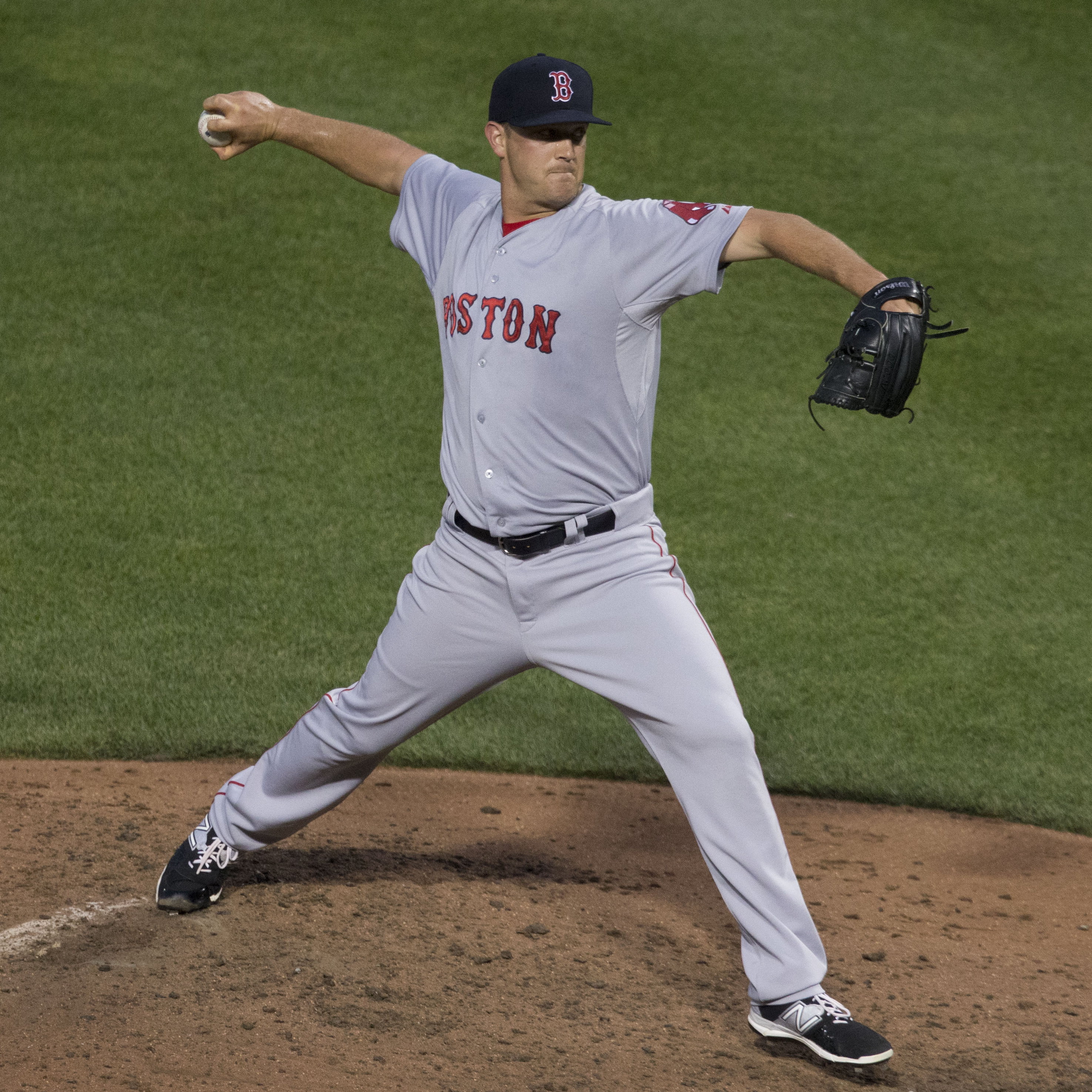
Wright con i Boston Red Sox nel 2015

### Inizi e Minor League
Nato a Torrance in California, Wright frequentò la Valley View High School di Moreno Valley, da cui fu in origine selezionato nel 26º turno del draft MLB 2003 dai San Diego Padres, ma in quell'occasione scelse di non firmare scegliendo il college. Si iscrisse all'Università delle Hawaii di Manoa, quartiere di Honolulu nelle Isole Hawaii. Entrò nel professionismo quando fu selezionato nuovamente nel draft 2006, questa volta nel secondo turno come 56ª scelta assoluta, dai Cleveland Indians. Iniziò a giocare nel 2007, venendo assegnato alla classe A e alla classe A-avanzata. Nel 2008 giocò nella classe A-avanzata e nella Doppia-A. Nel 2009 partecipò alla stagione di Doppia-A e alle prime partite nella Tripla-A. In questo anno venne schierato quasi esclusivamente come lanciatore di rilievo. Nel 2010 continuò nella Doppia-A e nella Tripla-A, mentre nel 2011 giocò soprattutto nella Doppia-A e nelle classi A e A-avanzata, tornando a ricoprire il ruolo di partente in tutte e tre le classi. Iniziò la stagione 2012 nella Doppia-A.
Il 31 luglio 2012, gli Indians scambiarono Wright con i Boston Red Sox in cambio di Lars Anderson. Con la nuova squadra partecipò a una partita nella Doppia-A e quattro partite nella Tripla-A, classe quest'ultima in cui cominciò la stagione 2013.

### Major League
Wright debuttò nella MLB il 23 aprile 2013, al Fenway Park di Boston, contro gli Oakland Athletics. Schierato durante il quarto inning, giocò per 3.2 inning realizzando quattro strikeout e concedendo quattro basi su ball, sei valide e cinque punti. L'11 luglio contro i Mariners, Wright giocò la sua prima partita di major league come lanciatore partente, in cui ottenne inoltre la sua prima vittoria. Concluse la stagione regolare con 4 partite disputate nella MLB e 24 nella Tripla-A. Al termine della stagione divenne campione delle World Series, nonostante non abbia partecipato ad alcuna partita nel post-stagione.
Nel 2016 fu convocato per il suo primo All-Star Game nella selezione dell'American League. Durante la stagione disputò 24 partite, tutte come lanciatore partente, inoltre completò 4 partite: la prima l'8 maggio contro gli Yankees, vinta 5-1, la seconda il 18 maggio contro i Royals, persa per 2-3, la terza il 30 maggio contro gli Orioles, vinta 7-2 e la quarta e ultima il 5 agosto contro i Dodgers, vinta per 9-0, dove Wright realizzò un shutout.
Il 4 maggio 2017 annunciò che a causa di un intervento chirurgico per riparare la cartilagine del ginocchio sinistro, avrebbe perso il resto della stagione.
Il 23 marzo 2018, Wright venne sospeso 15 partite per violazione dei regolamenti della lega sulla condotta personale, la sospensione cominciò il 28 aprile e terminò il 14 maggio. Dopo aver giocato dieci partite, di cui quattro da partente, il 26 luglio tornò nella lista degli infortunati per problemi al ginocchio sinistro. Tornò in major league il 1º settembre. Completò la stagione 2018 con 53.2 inning disputati su 20 partite a cui partecipò. Inizialmente convocato per il post-stagione, lo saltò dopo che gli fu diagnosticata un'infiammazione al ginocchio sinistro, venendo sostituito da Heath Hembree.
L'11 gennaio 2019, Wright rinnovò con un contratto annuale del valore di 1.375 milioni di dollari con i Red Sox. Il 6 marzo venne sospeso per 80 partite per essere stato trovato positivo alla Pralmorelina (GHRP-2), una sostanza proibita dal regolamento MLB. Ritornò nella rosa dei Red Sox il 25 giugno, tuttavia il 14 luglio venne inserito nella lista degli infortunati per una contusione all'alluce. Pochi giorni dopo, il 1º settembre, venne spostato agli infortunati per 60 giorni. Partecipò durante la stagione a soli 6.1 inning. Wright venne svincolato dai Red Sox il 18 ottobre 2019, sottoponendosi poco dopo alla Tommy John surgery.
Dopo aver saltato l'intera stagione 2020, Wright firmò un contratto di minor league il 21 marzo 2021 con i Pittsburgh Pirates. Apparve in 18 incontri nella Tripla-A e venne svincolato dalla franchigia il 19 agosto 2021.

## Palmares

### Club
- World Series: 2

Boston Red Sox: 2013, 2018

### Individuale
- MLB All-Star: 1

2016